# Golfe d'Asinara
Le golfe d’Asinara (en italien : Golfo dell’ Asinara) est un golfe d'Italie situé dans la mer Méditerranée, entre l'île d'Asinara et la ville de Porto Torres, sur la côte nord de la Sardaigne.

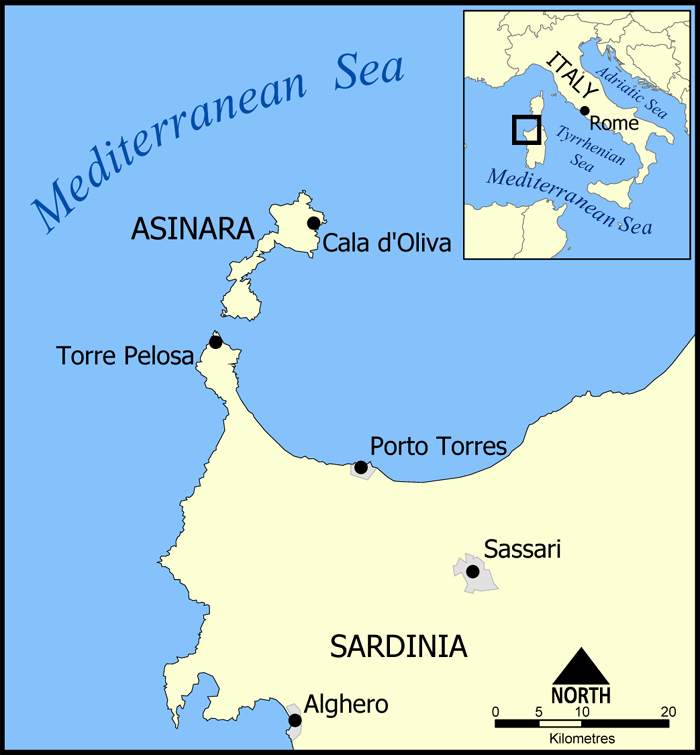
Golfe d’Asinara